# ゼロフォース
株式会社ゼロフォース（英文社名 zero force inc.）は、東京都港区赤坂福榎坂に本社を置くソーシャルテーマのソリューションマーケティングを行うベンチャー企業。

## 概要
設立時の目的は、日本で起こっている解決すべき社会課題や解消可能な障害に対して、テーマごとに有効な手法を開発し、提案し、かつ主体的に推進していくことで利益をあげていく事業を目指すとしていた
これを例えるならば、現在の日本企業や組織が必要であることは解っているが回避しがちである課題に対して「猫の首に鈴をつける」ための有効方法を考え、且つそれを実行することを敢えて選択する会社が作られたということであった。問題提起をし、政策や事業計画を立案し、事業モデルを設計し、その分野に利害関係のある企業と連携をして、事業を推進していくというビジネスモデルを提案していた。
しかしながら、民主党政権成立とその崩壊によって、ビジネスインキュベーションの思想は急展開し、ゼロフォースも大幅な進路変更を行い、実務的な企業へ変貌している。
現在の取り扱い分野は、環境エネルギーイノベーション事業、ギターオークション事業、食育イノベーション事業である。